# 塩殿発電所
塩殿発電所（しおどのはつでんしょ）は、かつて新潟県長岡市川口牛ケ島（旧・北魚沼郡川口町）に存在した水力発電所である。信濃川本流に建設された発電所の一つで、新潟県下最初の水力発電所として1904年（明治37年）に竣工し、1951年（昭和26年）にかけて運転された。主に北越水力電気によって運営されたが、廃止時は東北電力に属した。

## 構造
塩殿発電所は、信濃川と支流魚野川の合流点付近にあった発電所である。合流点付近は川が蛇行を繰り返し、河岸段丘が発達している。これら蛇行部のうち、小千谷市塩殿地区（建設当時は北魚沼郡山辺村）にある蛇行部を短絡することで得られる高低差によって塩殿発電所は水力発電を行った。
発電所の取水位置は大字塩殿字細島、放水位置は川口町（建設当時は北魚沼郡薭生村）大字牛ケ島字鷲津。この間の水路亘長は2824メートルで、13.3メートルの有効落差を得ていた。なお水路トンネルの巻き立ては煉瓦ではなく無鉄筋コンクリートで施工されている。使用水量は10.2立方メートル毎秒であった。
発電所出力は1240キロワットに設定された。発電設備（水車・発電機）は以下の3組からなった。
- 米国モルガン・スミス製横軸フランシス水車、米国ゼネラル・エレクトリック (GE) 製540キロボルトアンペア発電機
- ドイツ・フォイト製横軸フランシス水車、ドイツ・シーメンス製700キロボルトアンペア発電機
- ドイツ・フォイト製横軸フランシス水車、ドイツ・シーメンス製900キロボルトアンペア発電機
  - 発電機は3台とも三相交流・電圧1万1000ボルト・周波数60ヘルツの仕様[4]。ただし周波数は県内統一のため1944年（昭和19年）7月に50ヘルツへ変更[5]。

発電所からの送電線は小千谷変電所経由で長岡変電所へと伸びた。

## 建設の経緯

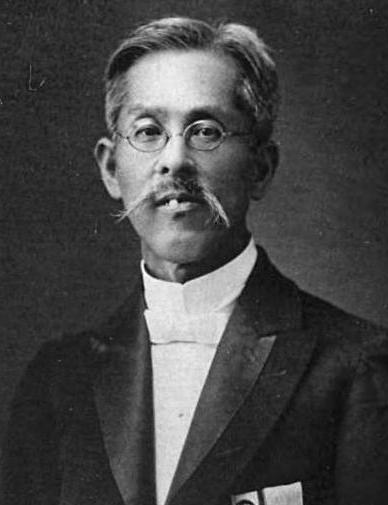
北越水力電気初代社長山口達太郎

塩殿の地で最初に水力発電を企画したのは刈羽郡横沢村（現・長岡市）の地主山口権三郎である。山口は1889年（明治22年）の欧米諸国で電気事業を目撃して事業に興味を持ち、塩殿地区でかつて構想されていた信濃川直線化の計画（川跡での新田開発が目的）を応用し水力発電を計画。友人の本間新作を勧誘して調査を進め、1896年（明治29年）10月新潟県に水利権を申請した。水利権は1898年（明治31年）7月25日付で許可されたが山崩れが発生してしばらく工事ができなくなったため、塩殿発電所の起工式は1902年（明治35年）6月29日までずれ込んだ。工事の主任技師は工学士の田辺元治、監督は工学博士山川義太郎が担当した。
着工後の1902年10月に発案者の山口権三郎が死去すると長男山口達太郎が跡を継いだが、達太郎は事業を資本金40万円の北越水力電気組（1905年株式会社化で北越水力電気に）へと移した。1904年（明治37年）12月13日、塩殿発電所の水路工事と機械工事が竣工。その後会社は小千谷・長岡への送電を始め、翌1905年（明治38年）1月15日には送電開始申告式を挙行した。当時、県内では新潟市で新潟電灯（1898年3月開業）、長岡市で鷲尾庄八個人営の長岡電灯所（1900年10月開業。北越水力電気が買収）という2つの電気事業者がすでに営業していたが、双方とも火力発電を電源とするため、この塩殿発電所が新潟県下最初の水力発電所となった。
塩殿発電所は発電機を3台設置可能な設計で建設されたが、当初の設備は1台（出力540キロワット）のみであった。その後1905年8月になり大口電力需要の出現に伴い700キロワット発電機1台の増設が決定される（竣工時期不詳）。1910年（明治43年）3月には予備設備として900キロワット発電機1台が完成した。また1911年（明治44年）6月に小千谷から柏崎までの送電線が完成し、塩殿発電所の電力は柏崎にも送電されるようになった。

## 廃止の経緯

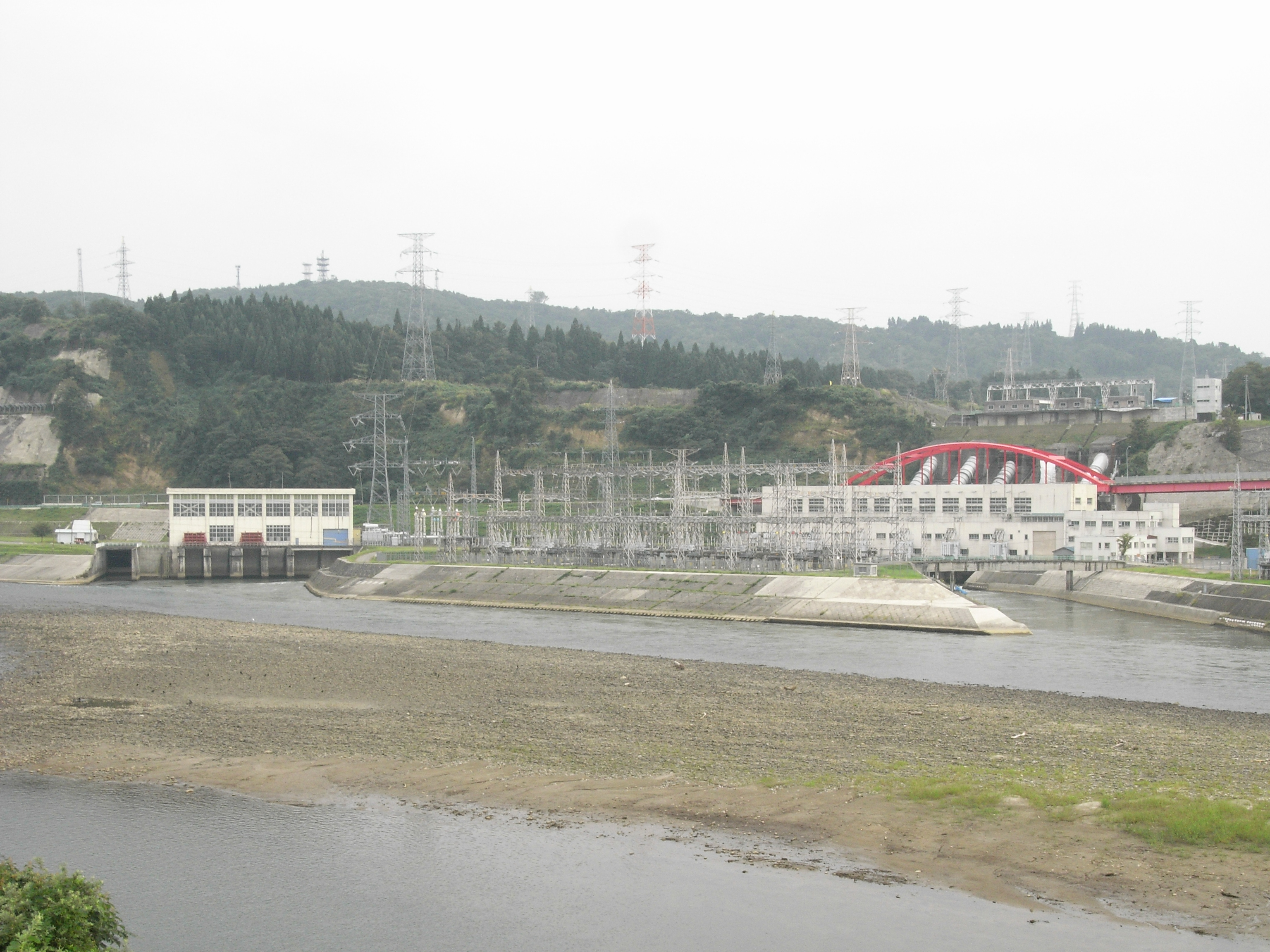
廃止の原因となった小千谷発電所（2008年・右の建物）

大正時代に入ると北越水力電気は須原発電所など発電所の新規建設を進めたが、これらは魚野川支流の破間川や三国川に置かれた。従って北越水力電気が塩殿発電所以外の発電所を信濃川本流に新設することはなかった。
1939年（昭和14年）、信濃川本流において日本最大の電力会社東京電灯が工事を進める信濃川発電所（出力16万5000キロワット）が竣工した。同発電所は新潟県中魚沼郡外丸村（現・津南町）に位置し、その水路は長野・新潟両県にまたがる。信濃川発電所の下流側では国有鉄道を運営する鉄道省が水利権を持っており、中魚沼郡千手町（現・十日町市）と小千谷の2か所での発電所建設が計画された。そのうち上段側の千手発電所（出力10万6000キロワット）は1931年に着工され、1939年・1944年（昭和19年）の2期に分けて完成した。次いで下段側、小千谷発電所の工事が進められ、日本国有鉄道（国鉄）発足後の1951年（昭和26年）8月1日、送電開始に至った。小千谷発電所の使用水量は最大180立方メートル毎秒で、発電所出力は7万5000キロワット（運転開始当初）に及ぶ。
一方、既設の塩殿発電所は太平洋戦争下の1942年（昭和17年）4月に配電統制のため北越水力電気から国策会社東北配電へと出資され、戦後1951年5月からは電気事業再編成で東北配電の全設備を引き継いだ東北電力の手に移っていた。しかしながら国鉄小千谷発電所建設に伴い同発電所が塩殿発電所の上流側で取水する形となったため取水不能となり、塩殿発電所は1951年8月11日をもって廃止された。廃止に伴い、廃止補償として国鉄から東北電力に対し塩殿発電所想定発電量と同量の電力が1951年8月1日から1957年（昭和32年）3月15日にかけて送電されている。